# Mental Health Act
Der Mental Health Act (dt. Gesetz zur psychischen Gesundheit) von 1983 ist ein Gesetz in England und Wales, das Menschen mit psychischen Störungen mehr Rechte und Schutz bieten soll, insbesondere bei der behördlich-richterlichen Unterbringung („Zwangseinweisung“).  

## Hintergrund
Das Gesetz geht zurück auf den Madhouses Act von 1774, der die Regulierung von sog. Irrenhäusern bezweckte. Erst der Mental Health Act von 1959 brachte grundlegende gesetzliche Änderungen und ersetzte ältere Gesetze wie den Lunacy and Mental Treatment Act von 1890 und den Mental Deficiency Act von 1913. Der umfassendere Mental Health Act von 1983 trat am 30. September 1983 in Kraft. Er sollte der Auflösung der großen psychiatrischen Einrichtungen Rechnung tragen, während mit den 2007 durchgeführten Änderungen primär Behandlungen außerhalb des Krankenhauses eingeführt wurden.
Das Gesetz erstreckt sich vollständig auf England und Wales, während in Nordirland und Schottland regionale Vorschriften gelten.
Der Mental Health Act von 1983 umfasst 136 Abschnitte, die die Behandlung psychisch kranker Menschen regeln. Relevant für Zwangseinweisungen sind Abschnitt 2 (Beurteilung), Abschnitt 3 (Einweisung bis zu 6 Monate), Abschnitt 4 (Notfalleinweisung), Abschnitt 5(2) (Zwangseinweisung durch behandelnden Arzt), Abschnitt 5(4) (Zwangseinweisung durch Krankenschwester), Abschnitt 117 (Nachbetreuung), Abschnitt 135 (Polizeizugang zum Haus), Abschnitt 136 (Festnahme an öffentlichem Ort) und die Community Treatment Order (CTO).
Die Vormundschaft nach dem Mental Health Act von 1983 ist für schwer beeinträchtigte Personen über 16 Jahren zulässig. Sie dauert anfänglich über 6 Monate und kann verlängert werden. Der Vormund, oft ein Arzt, kann den Aufenthaltsort festlegen, Bildungs- und Behandlungstermine bestimmen und den Patienten besuchen. Bei mangelnder Kooperation besteht die Möglichkeit der Zwangseinweisung.
Das Gesetz zielt darauf ab, die Rechte psychisch kranker Menschen zu schützen, angemessene Behandlung zu gewährleisten und in bestimmten Fällen Zwangseinweisungen unter klaren Bedingungen zu legitimieren. Der Gesetzesvollzug wird von einer Kommission überwacht (Mental Health Act Commission). Vorsitzende war von 1987 bis 1992 Molly Meacher.

## Rechtsprechung
Im Oktober 2004 entschied der Europäische Gerichtshof für Menschenrechte (EGMR) in der Beschwerdesache H. L. gegen das Vereinigte Königreich über die Unzulässigkeit einer Freiheitsentziehung aufgrund des Mental Health Acts und sprach dem Beschwerdeführer eine Entschädigung zu.